# جاده ای۱۷۰
جاده ای۱۷۰ (انگلیسی: A170 road) یکی از جاده‌های کشور انگلستان است.
این جاده از شهرک تریسک شروع و در شهرک اسکاربرو به پایان می‌رسد، طول این جاده ۷۰.۳ کیلومتر است.

## نگارخانه

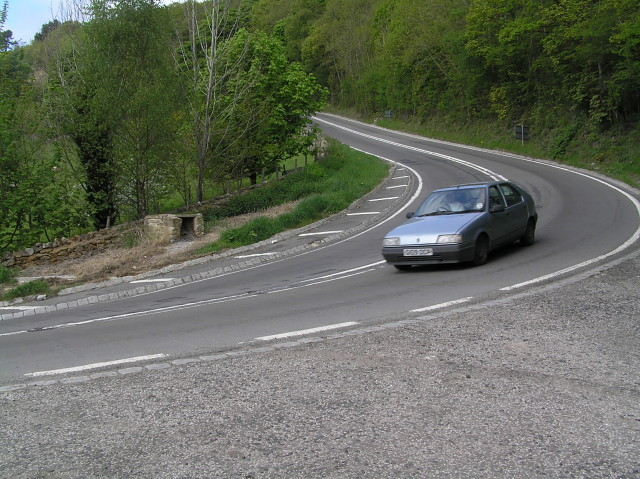